# Tượng hình quyền

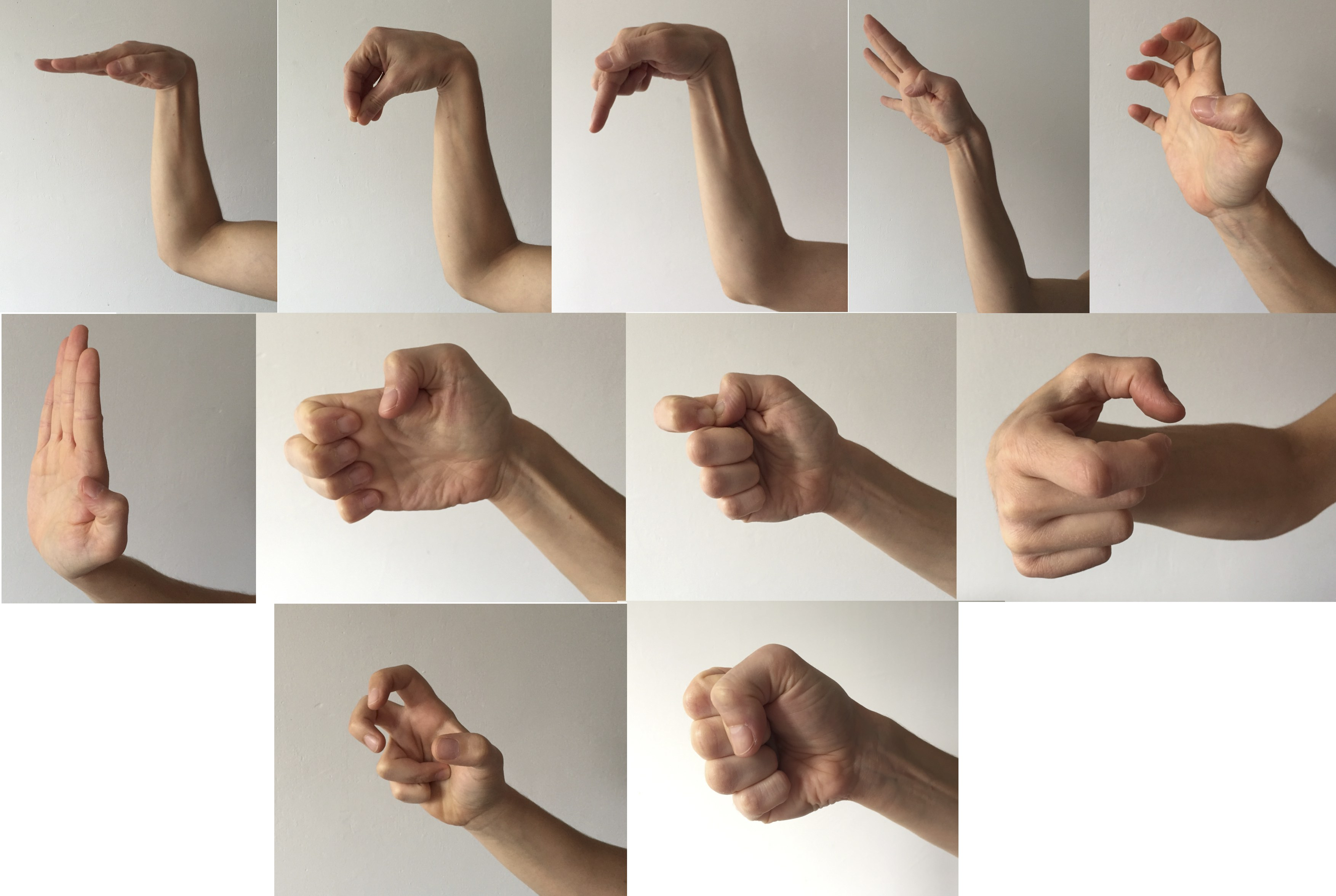
Thủ pháp mô phỏng các động vật

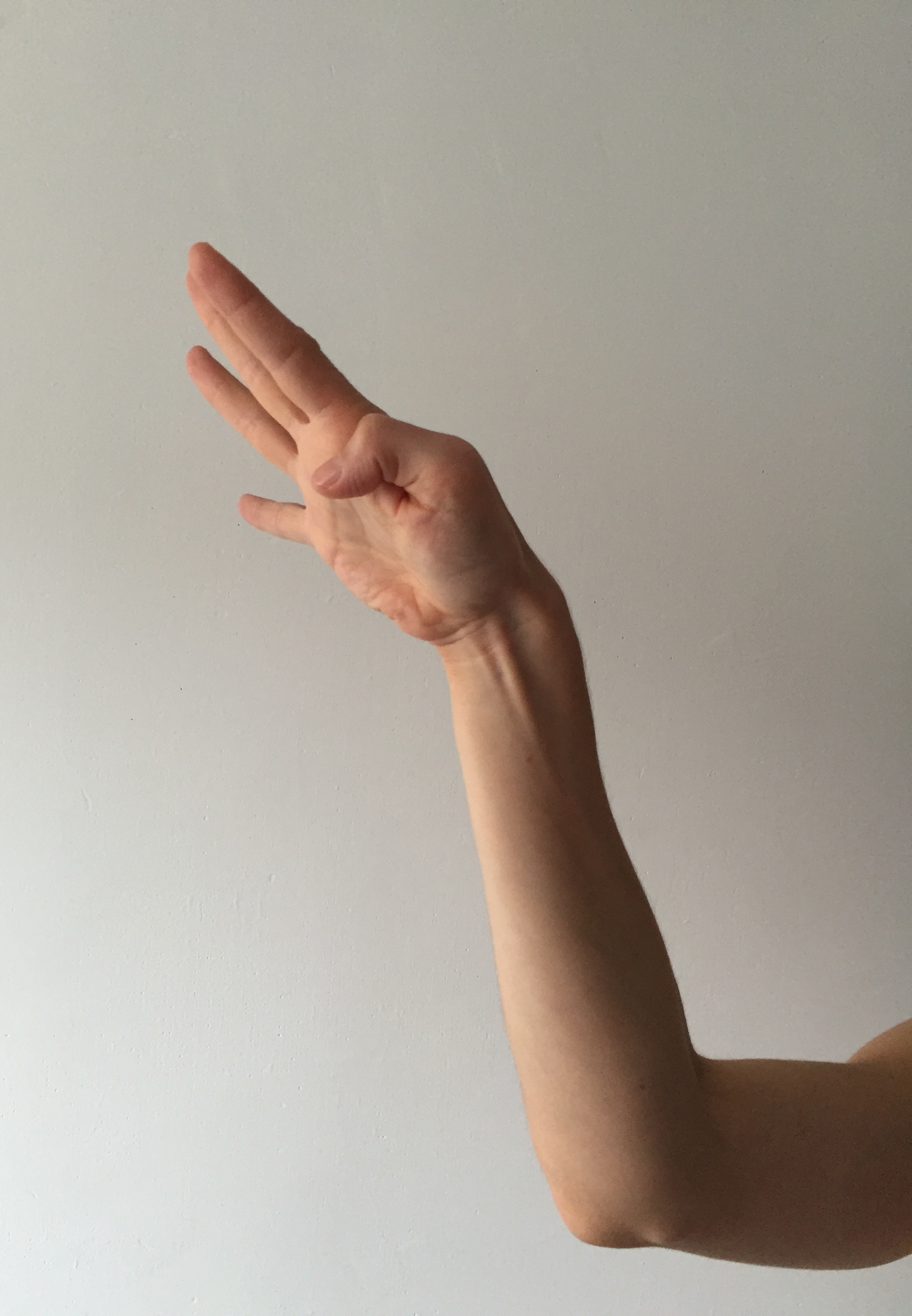
Ưng quyền

Tượng hình quyền (chữ Hán: 象形拳) là một loại quyền thuật rất phổ biến trong các võ phái khắp miền Nam Bắc Trung Hoa được sáng tác dựa trên cơ sở các động tác mô phỏng "thần thái, bộ hình" các loại động vật, cả đến biểu hiện hình tượng một số nhân vật lịch sử cổ đại nhất định. Tượng hình quyền có tác dụng ở chỗ không chỉ có thể làm cường tráng thân thể mà còn có giá trị thẩm mỹ nhất định trong phương pháp tư duy tượng hình và nghệ thuật tôn vinh những vẻ đẹp về hình thể của con người.

## Lịch sử
Vào thời Tây Hán đã lưu hành rồi và được phân chia làm hai loại: tượng hình và thủ ý (bắt chước hình và giữ ý). Loại trước mô phỏng hình thái và các cử động của các loài động vật đặc trưng và nhân vật là chính, theo đuổi tượng hình tính chiến đấu tương đối kém. Loại sau lấy ý ở những chỗ tương đối mạnh đặc thù trong chiến đấu của động vật để bổ sung cho các động tác thực trong các chiêu thức quyền thuật, tính chiến đấu tương đối mạnh và thực tiễn. Chủ yếu có hầu quyền, ưng trảo quyền, xà hình quyền, đường lang quyền (võ bọ ngựa), áp hình quyền (quyền vịt), hổ hình quyền, báo hình quyền, Long hình Quyền.

## Long hình Quyền
Bài chi tiết: Long hình Quyền

## Hổ quyền
Hổ quyền là tượng hình quyền của Võ thuật cổ truyền, yếu chỉ quyền pháp nhằm luyện gân cốt, chỉ lực cùng sự vững chãi, nhanh nhẹn, phát huy nội lực, để có sức bền bỉ, dẻo dai, linh hoạt khi phát kình nội lực, lúc phát nổi ngoại công. Hổ Hình Quyền không chỉ nhằm phát triển uy lực mà còn nhằm biến đổi tình trạng gân, xương để tăng phần kiên mãnh cho cổ và sống lưng. Cổ và sống lưng để đạt tới mức bền dẻo, có khả năng căng ra đủ để phát nổi một ngoại lực cương mãnh. Bởi uy lực của nhiều loại công phu do các thế tấn vững và cử động mạnh của thắt lưng tạo ra, nên người luyện võ phải có một sống lưng hoàn kiện.
Hổ Hình Quyền thì lấy luyện cốt (xương) là chính, khi luyện thì phải đẩy khí toàn thân, tay cứng hông thực, sức ở nách phải đầy đủ, một khí liến đủ, từ đầu chí cuối không lơi lỏng. Thường dùng Hổ chưởng, lấy đốt phát kình, lấy khí tạo lực, thế quyền hung mãnh. Cổ, họng dùng kình cực kỳ mãnh liệt, phải nghiến răng mím miệng, mắt hổ hau háu thể hiện cho đầy đủ cái oai của hổ mạnh. Kỹ thuật căn bản trong Hổ Hình Quyền là hổ trảo. Hổ trảo hình thành bằng cách quặp các ngón tay theo dáng của móng cọp. Đây là một đòn tấn công thẳng, ngắn để kéo, bẻ, xé hoặc ép tới. Đích nhắm của Hổ trảo là mặt, cổ, háng, cánh tay hoặc cổ tay. Khi va chạm, ức bàn tay áp mạnh để giúp các ngón tay bấu chắc hơn, rồi bẻ quặt hoặc lôi thẳng xuống.

## Hầu quyền
Vào thời kỳ cuối của xã hội nguyên thủy, những điệu "múa khỉ" (hầu vũ) là mô hình thu nhỏ của dạng vận động này. Sách "Thượng thư - Ích tắc" nói:"Múa khỉ vượn, múa chim chóc, múa gấu, múa voi". Sách "Hán thư - Nghệ văn chí" có ghi điệu múa "mộc hầu vũ" (điệu khỉ tắm), đến thời nhà Minh bắt đầu có ghi chép về hầu quyền. Sách "Kỷ hiệu tân thư - Quyền kinh" của danh tướng nhà Minh Thích Kế Quang có ghi rằng: "Lại còn có lục bộ quyền, hầu quyền, ngoa quyền" ("chim mồi"). Trải qua nhiều đời truyền bá và phát triển, hầu quyền, túy quyền, địa đường quyền, ba loại quyền này tích hợp lẫn vào nhau và thu dụng các sở trường sở đoản của nhau, nội dung dần dần từ đơn giản bắt chước về hình thể lấy múa làm chủ mà chuyển hướng thành các phương pháp chiến đấu bằng tay không là chính trong chiêu thế và bài múa của võ thuật.
Nội dung hầu quyền phức tạp chia Nam, Bắc và về phong cách có khác nhau rất nhiều. Phương Nam coi trọng đánh sát gần, liền đòn tức là phương pháp cận chiến nhập nội; phía Bắc lại quen khéo lừa đánh đấm từ xa, lựa sơ hở của đối phương mà tung đòn hiểm hóc. Nhưng đặc điểm chung đều là nhẹ nhõm linh hoạt, hình tượng, đưa kỹ thuật của võ thuật vào trong hình dạng khỉ. Yêu cầu phải làm cho được "ngũ yếu" (năm điều cần) tức là hình cần giống, ý cần thật, bước (bộ) cần nhẹ, phép (pháp) cần kín, thân cần (linh) hoạt.
Trong khi đi quyền chú trọng vào tay mắt chiếu cố nhau, chiêu liền thế liền, lên xuống nhẹ khéo, chân thân hợp nhất, nội ngoại tương hợp, công thủ liên tục khép kín. Sau này Hầu quyền trong bài múa có rời động, nhòm ngó, xem đào, leo vít, hái đào, leo cành, làm liều, giấu đào, ngồi xổm, ăn đào, mừng rỡ kinh sợ, vào động v.v... đều do các động tác của khỉ vượn mà tập hợp lại rồi thành các động tác phân hóa thêm trong quyền thuật. Hình thái động tác có thể khái quát là cương, nhu, nhẹ nhàng, linh hoạt, mềm mại, khéo, nấp, né, vươn, co. Thủ pháp (đòn tay) thì có: tóm, duỗi, chọn, cắt, giảo (hoạt), bắt, khép, đẩy... Thoái pháp (bộ pháp, tấn pháp di chuyển) có quấn, dậm, tạt, bật v.v... là các đòn chân. Về khí giới thì gồm các bài múa hầu côn, hầu kiếm v.v..

## Xà quyền
Còn gọi là xà hình quyền. Vì bắt chước hình, thần, ý, kình của rắn mà có tên, về nguồn gốc cũng khác nhau. Thời nhà Minh, Thiếu Lâm quyền và Nam quyền, trong đó đã có xà quyền. Thời nhà Thanh trong Hình ý quyền, Bát quái chưởng đã có xà hình thủ bộ, gần đây đã dần hoàn chỉnh. Các nơi như Triết Giang, Quảng Tây, Phúc Kiến, Quảng Đông, Giang Tô, Hồ Nam, Giang Tây, cho đến Hồng Kông, Đài Loan cũng đều truyền tập. Đặc trưng kỹ pháp: trong nhu có cương, cương nhu tương tế, trong tĩnh có động, thần giữ thì lấy hình, ý ngụ ở phép (pháp), thân linh (động), bộ hoạt (bát), mắt (nhãn quang) sắc, tay nhanh.
Về kỹ pháp thì có đánh mở màn, đánh tĩnh, đánh dụ trá bại, đánh mạnh xung quyền, đánh chạy, đánh đám đông, đánh lớn, đánh liều lĩnh cố giành thắng trong bại v.v... Có giá trị thực dụng tương đối cao, trong chiến đấu thực sự thì yêu cầu: "Thân phải lắc lư, bộ hình phải di chuyển không ngừng, hai tay chợt né vươn mà đánh, bước vòng vèo bước (bộ) hợp thân,...; dùng chỉ pháp (ngón tay) thọc vào yết hầu (cổ họng) nhanh và chính xác, hai rồng vờn ngọc chưởng phục nhắm vào hai bên sườn và hông của địch, tay hạc chợt mổ vào chợt đánh đỉnh; chân khi nhóm điểm lúc hạ thấp lờn vờn xung quanh tìm chỗ sơ hở mà tiến vào, vuốt hổ tiến, tiến nhanh ứng chậm, khéo mền vờn. Phát kình hét lên tiếng trợ thế, lấy khí thúc kình, lấy mắt chuyển thần", uy phong ngời ngời, thần thái sung mãn.
Xà quyền có các bài múa chủ yếu là: Rắn thần luyện trăng (xà thần luyện nguyệt), Rắn vàng từ đất nhô lên (kim xà lục khởi), Rắn quật động trời (xà phiên thiên chân), Rắn trắng phun bọt (bạch xà phẫn mạt), Rắn lăng lướt sương (xà đằng tẩu lộ), Rắn sừng quẫy đuôi (giác xà ứng vĩ) v.v... đều do các động tác hình tượng hóa tổ hợp các động tác cơ bản của loài rắn tinh tuyển thành. Về khí giới thì có xà hành đao, xà hành kiếm v.v...

## Đường lang quyền
Đường Lang Quyền Có Thất Tinh Đường lang (còn gọi là La Hán Đường Lang), Lục Hợp Đường Lang (còn gọi là Mã Hầu (khỉ ngựa) Đường Lang tức Thái Cực đường lang). Các bài quyền thường có kết cấu nghiêm ngặt, quyền cước phong phú và biến ảo, nối liếp khéo léo, sẵn có cương nhu cùng nặng, cương mà không cứng đờ, nhu mà không mềm xéo, kết hợp ngắn dài... Về kỹ pháp thì nổi bật "năm nhanh" là nhanh tay, nhanh chân, nhanh bước, nhanh thân, chiêu thức nhanh, biến hóa khó lường.
Ngoài ra còn có thuyết "bảy dài", "tám ngắn", "tám đánh và tám không đánh". Dài là ý đánh dài, khí dài, kình dài, tay dài, hông dài, bước dài, gân dài (tức vươn dẻo được). Ngắn thì có đốt ngắn (tiết ngắn), thế ngắn, tâm ngắn... Cao đánh thấp không đánh, nội đánh ngoại không đánh, gần đánh xa không đánh, vươn đánh thu (về) không đánh, mở đánh đòng không đánh, hư đánh thực không đánh. Đồng thời còn cường điệu tượng hình giữ ý, để có hình tượng và đấu kình (kình lực chiến đấu) của bọ ngựa.
Còn có Nam phái Đường Lang tương truyền đời nhà Thanh ở Quảng Đông có người là châu Á Nam sáng tác ra. Về lý, pháp, thế so với Bác phái tuyệt nhiên không giống. Nhiều đòn ngắn, ít đánh dài, một bước một đòn, vẫn giữ hình tay bọ ngựa, thực phát ra kình lực của Nam quyền. Do đó cần phải quy vào hệ của Nam phái.

## Kê quyền
Vào thời Tây Sơn, tương truyền Nguyễn Lữ là người đã sáng tạo ra môn võ Hùng kê quyền (quyền gà chọi) hay Hồng kê quyền, là bài quyền mô phỏng các kỹ thuật của gà chọi, một trong 10 bài danh võ được Liên đoàn võ thuật cổ truyền Việt Nam lựa chọn qua các kỳ hội nghị chuyên môn toàn quốc. Đặc trưng của bài quyền là những động tác dũng mãnh của con gà chọi nhỏ bé mà nhanh nhạy trước đối thủ, bài Hùng kê quyền sử dụng ngón tay trỏ để đâm mô phỏng hình mỏ gà, và các ngón còn lại co vào như chiếc cựa gà. Thủ pháp độc đáo như vậy lại nhằm vào những mục tiêu hiểm của đối thủ, như các huyệt đạo, ngực, hầu v.v. Bộ pháp của bài hết sức linh hoạt, thần tốc, xoay chuyển một cách biến ảo đã hỗ trợ cho việc thi triển thủ pháp một cách kiến hiệu, khiến đối thủ luôn phải hứng chịu những đòn thế có tính sát thương
Tương truyền rằng, Nguyễn Lữ bình sinh say mê nghệ thuật chọi gà. Trong một dịp tết, ông quan sát đôi gà chọi: một con to lớn kềnh càng, dũng mãnh, mặt đỏ gay, các đòn nặng nề sát thủ và một con nhỏ bé mà linh hoạt. Nhưng con gà to lớn kia đã liên tục phải cúp đuôi bỏ chạy trước sức tấn công bền bỉ, liên tiếp, nhanh như chớp của con gà nhỏ. Từ đó ông nghiệm ra nguyên lý của nước mà con gà nhỏ đã áp dụng theo bản năng: miên viễn, bền bỉ, nhẹ nhàng nhưng dữ dội, có thể chọc phá bất cứ một sơ hở nhỏ nào. Ông đã sáng tạo ra bài Hùng kê quyền vừa phù hợp với sở học của bản thân, vừa phù hợp với thể chất người Việt nói chung, vừa thích ứng với nhu cầu cấp thiết của nghĩa quân Tây Sơn giai đoạn đó. Đặc tính của nước được áp dụng trong bài bằng những yếu lĩnh, nhằm đến mục tiêu: yếu có thể đánh mạnh, thấp có thể đánh cao, nhỏ có thể đánh lớn, ít có thể đánh nhiều, gần có thể đánh xa.

## Miêu quyền
Mèo cũng là động vật đem lại cảm hứng cho võ thuật với dáng đi uyển chuyển, không tiếng động, êm như mèo, giỏi leo trèo, có khả năng nhảy vọt là nguồn cảm hứng môn khinh công. Mèo có những cú cào, tát với hai bộ móng sắc ra đòn nhanh như chớp là cảm hứng về trảo. Võ mèo hay miêu quyền cũng là một trong những môn võ hay, những động tác mô phỏng của mèo có thể chuyển hóa, phổ quát thành các bài võ, đòn thế tự vệ, chiến đấu hữu hiệu, nhất là trong những tình huống lấy nhu hóa cương do mèo thường đánh nhanh, rút êm, có khả năng quan sát tinh tế, phán đoán linh ứng, phóng cao, chạy nhanh, xoay chuyển cực kỳ linh hoạt, thoắt ẩn thoắt hiện và hết sức uyển chuyển, mềm mại, nhanh nhạy tinh khôn....
Ở Việt Nam, võ mèo xuất hiện rất sớm và bài Miêu tẩy diện (mèo rửa mặt) là một trong những bài võ mèo tồn tại lâu đời với khoảng 32 động tác, được phân thành các thế liên hoàn, biến hóa linh diệu, phối hợp nhịp nhàng giữa bộ tay với bộ chân, mô phỏng theo các đặc tính vốn có của loài linh miêu là hết sức nhẹ nhàng, biến hóa khôn lường, không nghe tiếng động, tựa như chiếc lá đang bay, trong đó có một số động tác mang hình tượng mèo đang rửa mặt. Ngoài ra còn có một số bài võ mèo tiêu biểu như Linh miêu độc chiến và Bạch miêu quyền.
Ngoài ra còn có Võ kinh Vạn An là một trong những bộ môn võ thuật cổ truyền của Việt Nam, thuộc hệ phái "hắc hổ", được phát triển dựa trên tính linh hoạt và tinh khôn của con mèo nên còn được gọi là "võ mèo". Những bài võ đặc trưng của môn phái như: "Linh miêu tẩy diện", "Song đao hồ hiệp", "Long phụng kiếm pháp" hay "Miêu xả quyền",... Quyền thuật của Võ kinh Vạn an khai thác triệt để bốn tiêu chí: "Hình", "lực", "ý", "chí". Môn võ thuật này không bị hạn chế bởi không gian và có thể gây sát thương nặng nề cho địch thủ một cách bất ngờ... Cùng với những môn phái khác, Võ kinh Vạn An đã góp phần chống lại giặc ngoại xâm và được xem là tinh hoa của võ thuật Việt Nam.

## Miếng cá lóc
Tương truyền ở Bình Định, có chàng Lía lúc nhỏ vì nhà nghèo nên phải đi chăn trâu thuê cho địa chủ trong vùng. Lía thường tổ chức chơi trò đánh trận với trẻ em chăn trâu. Mồt lần, tình cờ trông thấy một chú cá lóc vọt phốc từ dưới nước lên qua một bờ đất cao, Lía nảy ý muốn học thế nhảy này. Hàng ngày, Lía đào một cái hố, rồi đứng dưới hố bắt chước theo thế nhảy của cá lóc nhảy vọt lên. Do khổ luyện nên khả năng của Lía mỗi ngày một tăng. Theo truyền thuyết, sau khi tập luyện thành công cú nhảy cá lóc, Lía có thể tung người nhảy vọt qua khỏi nóc nhà. Cũng nhờ cú nhảy cá lóc, Lía đã nhiều lần thoát thân khi đi cướp của người giàu chia cho dân nghèo hay những lúc đánh nhau với quân lính. Lía tuy giỏi võ, nhưng Lía từng có một lần phải chịu thất bại thảm hại khi đánh nhau với một người phụ nữ. Người phụ nữ này chính là mụ Mẫn, người bán thịt heo cũng thuộc dạng giàu có. Đêm đó Lía đến để cướp nhưng đã bị mụ Mẫn đánh bại. Lía đánh không lại đành phải dùng cú nhảy cá lóc vọt qua tường rào chạy thoát thân.

## Võ dê
Khi sáng tạo các thế võ, người ta thường có xu hướng lấy hình tượng của những loài vật uy mãnh, lanh lẹ như rồng, hổ, rắn, rồng, khỉ, hạc. Hình tượng con dê trong võ thuật cổ truyền được thể hiện không nhiều song đó thường là đòn đánh chí mạng lấy cảm hứng từ cú bạng của con dê. Một trong những thế võ đó là "Hoàng dương thượng giác", nghĩa là con dê vàng húc sừng. Thế võ này bắt đầu thức từ tư thế trảo mã tấn lấy đà rồi lao thân về phía trước giáng cùi chỏ về đối thủ. Chiêu này cho thấy cách nhìn nhận của người Việt Nam về võ thuật khác nhiều với võ thuật phương bắc khi luôn coi con dê ở kèo dưới như thế võ Ngạ hổ khiên dương tức Cọp đói vồ dê. Trong võ thuật cổ truyền còn có thế tấn gọi là "kiềm dương tấn", nghĩa là tấn bắt dê. Theo đó, con dê là loài vật nhỏ người ta không thể cưỡi lên được, và nó cũng quá to để đè bẹp xuống nên người ta chọn phần đầu gối để tì vào lưng dê, con dê có thể nhảy qua nhảy lại nhưng không thoát khỏi lối đè đó.

## Võ chó
Phân tích về đặc trưng chiến đấu loài chó, trước hết đó là khả năng thủ thế, di chuyển ra đòn và chớp thời cơ hoàn hảo, trước khi lao vào tấn công một con vật đối thủ nào đó, loài chó sẽ thu mình lại bất động, nhe răng, gầm gừ tạo uy thế áp đảo hoặc nếu chiến đấu với một đối thủ yếu thế hơn về sức mạnh, chó sẽ di chuyển vòng quanh vờn đối thủ để tìm sơ hở. Loài chó giữ khoảng cách rất chuẩn xác với đối thủ của mình, hoàn toàn không quá gần để bị tấn công bất ngờ, cũng như không quá xa mà đủ để có thể lao vào tấn công đối phương khi có cơ hội, kỹ năng di chuyển tấn công của loài chó là cực kỳ chính xác, hoàn hảo, bất cứ khi nào loài chó lao vào tấn công đối thủ thì thường đó là thời điểm và khoảng cách chính xác nhất mà nó đã ước lượng được. 
Khi chó mẹ huấn luyện kỹ năng sinh tồn, săn mồi cho cho con của mình (hoặc khi tấn công các con mồi yếu thế hơn về sức mạnh), chó thường di chuyển qua về, xoay vòng rất linh hoạt. Trong võ thuật đây được gọi là bộ pháp sàng ngang–đảo vòng (di chuyển vòng quanh đối thủ). Bộ pháp này khiến cho đối thủ bị phân tâm và không nắm bắt được nhịp điệu tấn công cũng như khiến đối thủ khó ước lượng được khoảng cách chính xác của ta để ra đòn. Phương thức tấn công của loài chó, loài chó khi tấn công con mồi hoặc đối thủ rất dứt khoát, mạnh mẽ, không rụt rè. Khác với hổ, hùng (gấu) sử dụng bộ móng vuốt (trảo) để tấn công con mồi (tát), loài chó chỉ tấn công đối thủ bằng động tác cắn, cắn vào các điểm sơ hở của đối thủ như cổ, chân, bụng, nách, đuôi, lưng, mông. 
Tuy nhiên phương thức tấn công của loài chó cũng không hoàn toàn đơn điệu mà chúng rất biết cách sử dụng đôi chân của mình, không chỉ di chuyển mà còn để ra đòn “dứ” (đòn hư) dụ đối phương tấn công trước và để lộ sơ hở, hoặc cũng có khi hai chân được sử dụng để chồm lên đối thủ, tỳ đè và cắn. Rơi vào thế yếu khi bị áp đảo, chó cũng sử dụng chân để cản lại, hoặc đạp văng đối thủ ra nhằm hạn chế cơ thể bị trúng đòn, như vậy, chó thực sự không chỉ thân thiện, gần gũi như người ta thường thấy mà còn có một thân võ công đáng nể. Hoàn toàn xứng đáng đứng vào ngang hàng với các loài long, hổ, báo, xà, hạc trong tượng hình võ thuật. 

## Mã hình Quyền
Xem thêm: Mã hình Quyền